# Delphinium andersonii
Delphinium andersonii är en ranunkelväxtart som beskrevs av Asa Gray. Delphinium andersonii ingår i släktet storriddarsporrar, och familjen ranunkelväxter. Inga underarter finns listade i Catalogue of Life.

## Bildgalleri

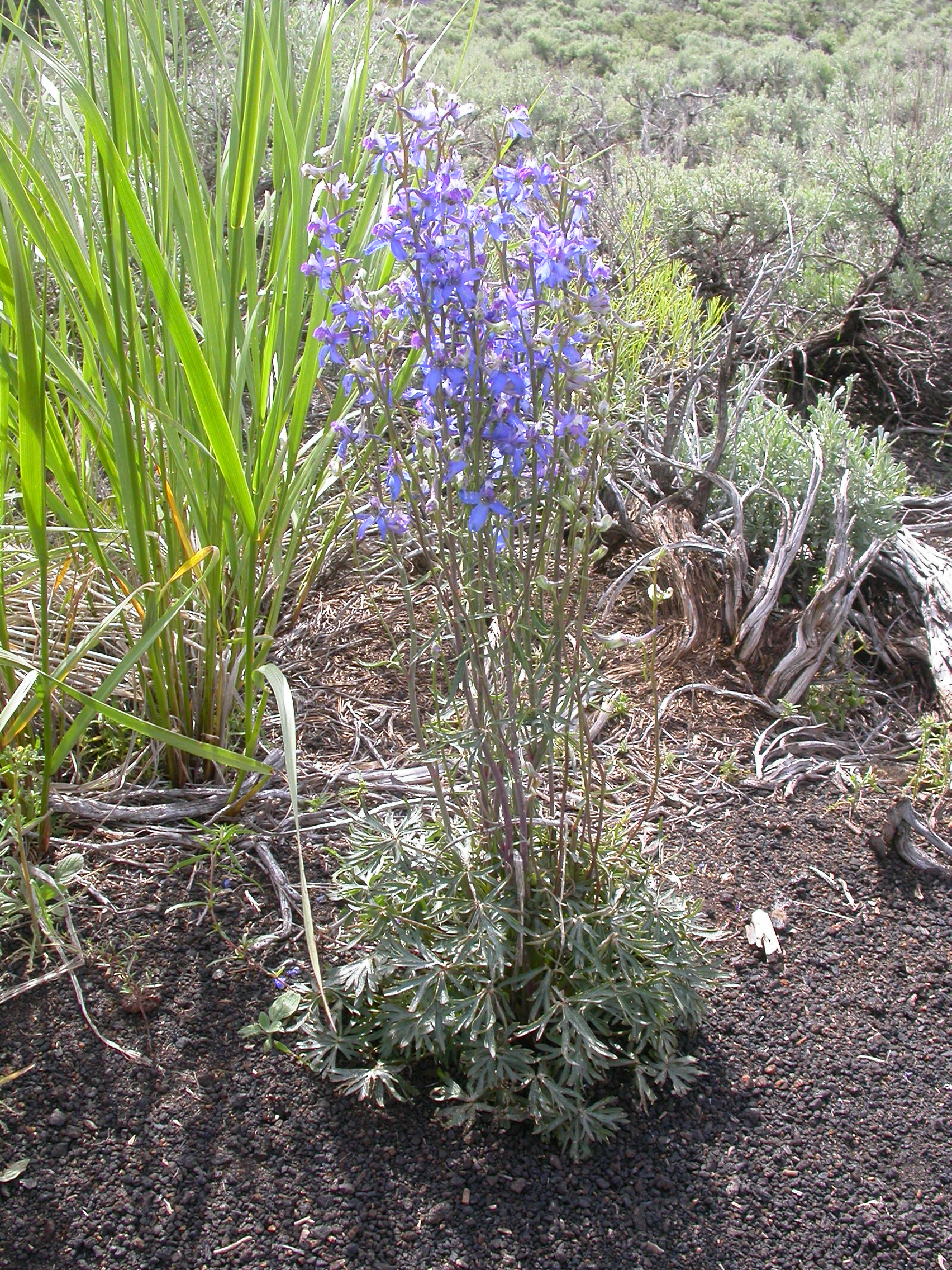
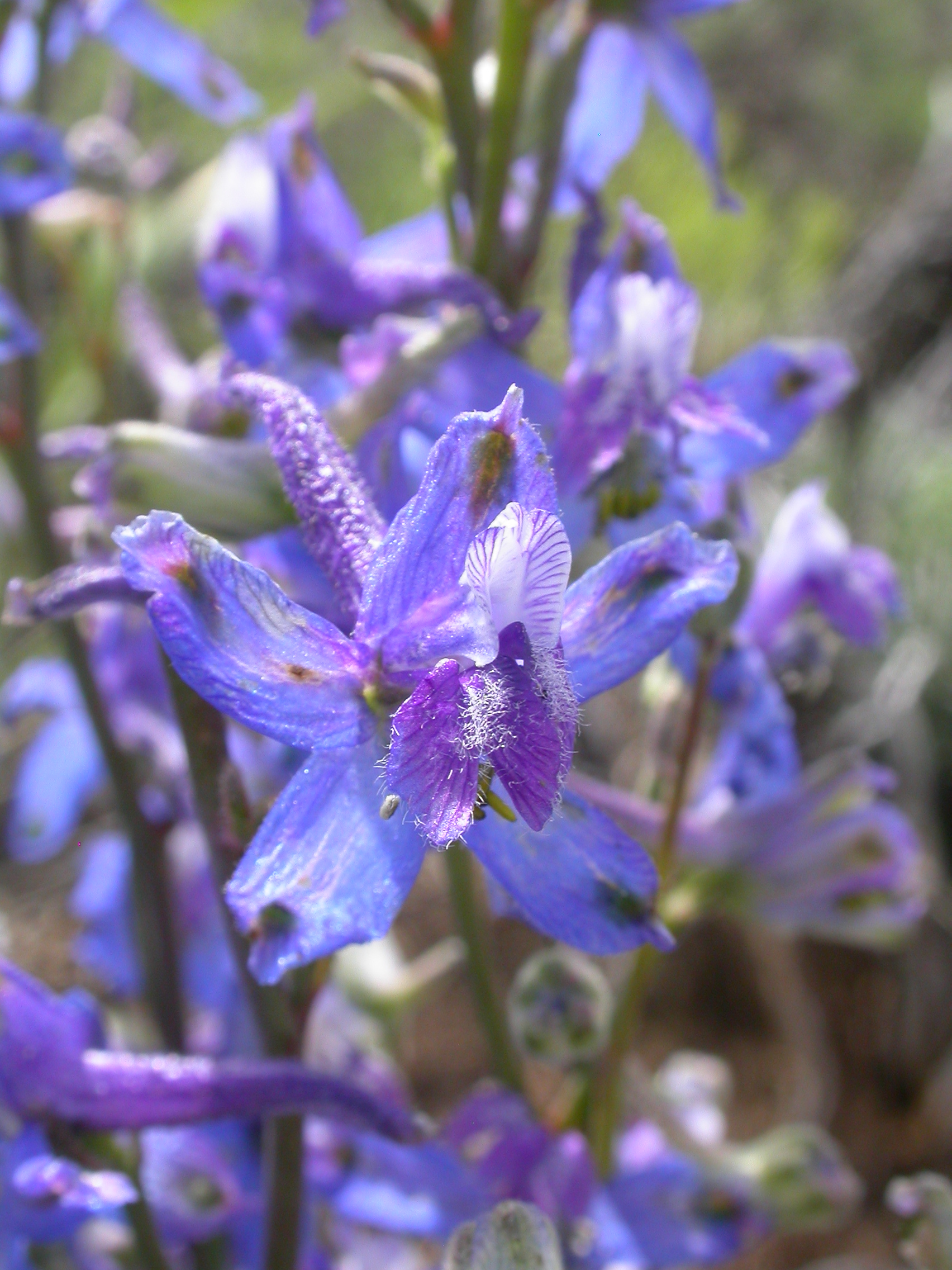
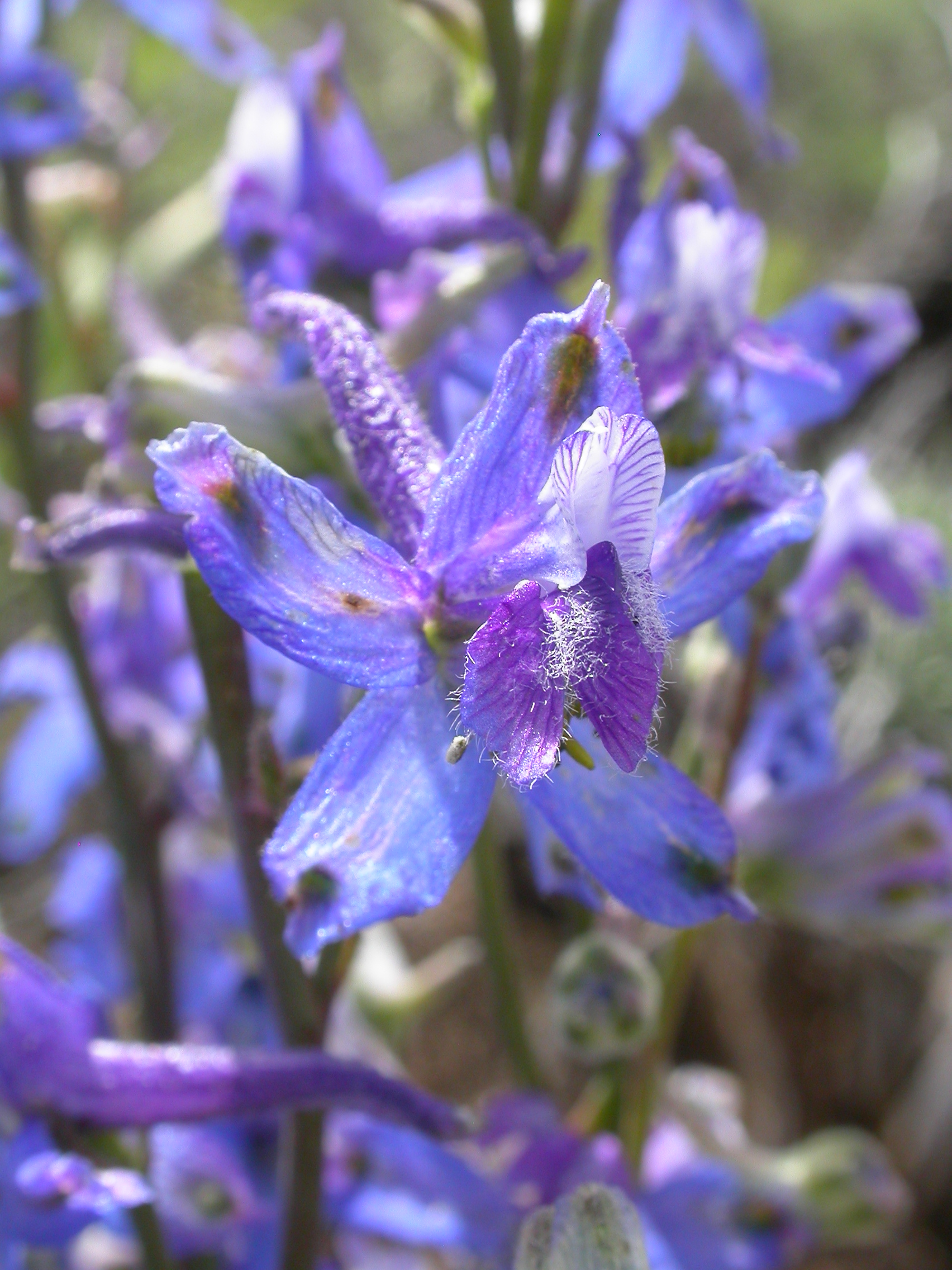
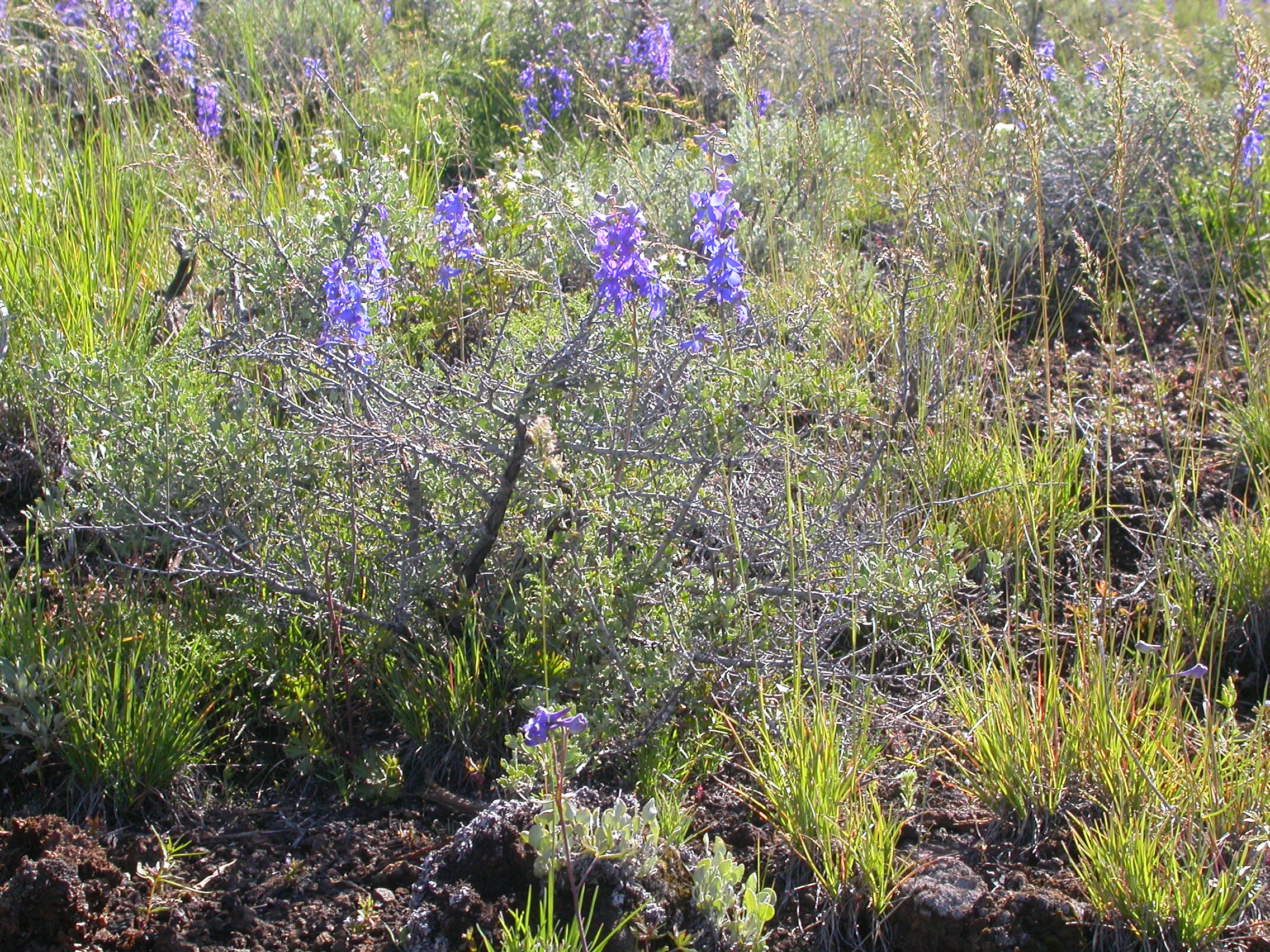
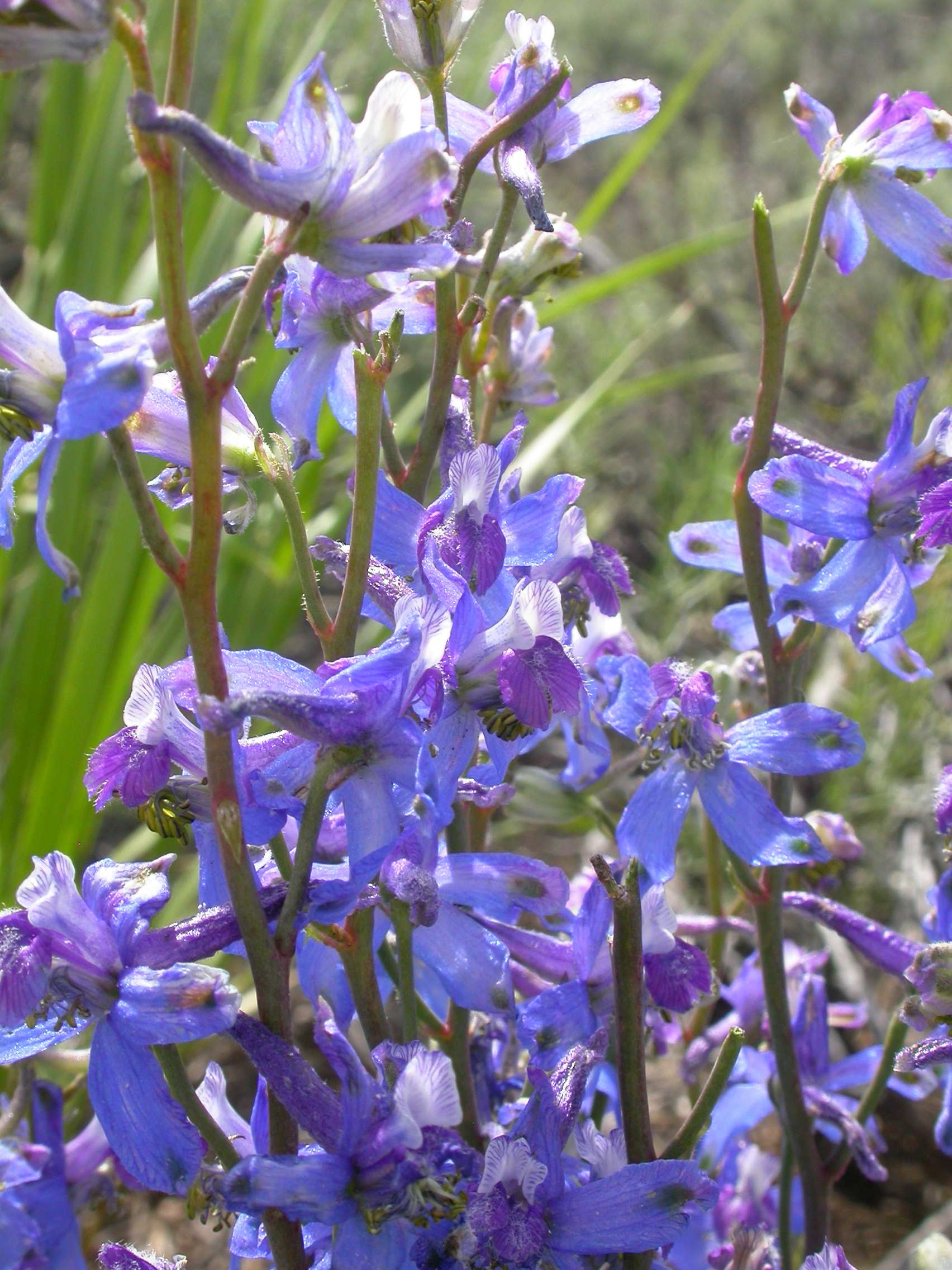
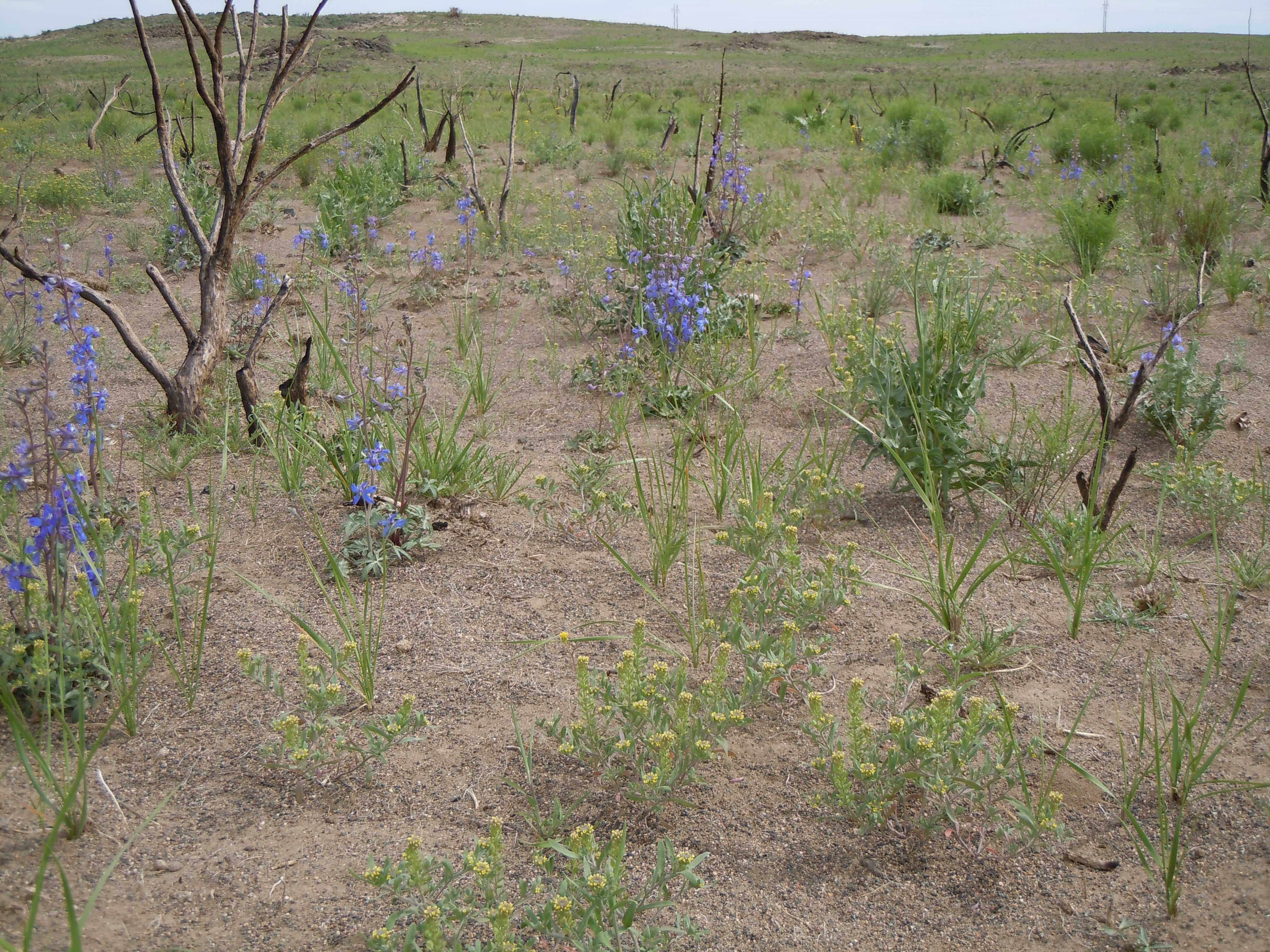